# Marta Turok
Marta Debra Turok Wallace, née à Mexico, en 1952 est une anthropologue mexicaine, directrice du Centro de Investigación, Documentación e Información para la Enseñanza de la Artesanía (CENIDEART - Centre d'investigation, de documentation et d'information pour l'enseignement de l'artisanat) de la Escuela de Artesanías (école de l'artisanat) de l'Instituto Nacional de Bellas Artes y Literatura (en) (INBA - Institut national des beaux-arts) de Mexico et commissaire de la collection d'art populaire de Ruth D. Lechuga au Musée Franz Mayer (en). Elle est considérée comme la plus importante spécialiste des textiles traditionnels mexicains dans son pays. 

## Trajectoire
Turok Wallace étudie l'anthropologie et la socio-économie à l'université Tufts de Medford, dans le Massachusetts, aux États-Unis, où il obtient son diplôme en 1974 avec la thèse honorifique « Analyse symbolique des textiles ethnographiques du Chiapas, le Huipil de cérémonie de Magadelenas, Chiapas ». Par la suite, en 1978, elle étudie une maîtrise en ethnologie à l'Universidad Nacional Autónoma de México et en 1996, elle étudie le marketing à l'université de Californie à Berkeley, où elle termine ses études avec mention honorable. Elle étudie également à Harvard, où elle participe au « Projet Chiapas » de l'institution éducative, ce qui lui permet d'apprendre la langue tzotzil, ce qui facilite sa compréhension du symbolisme des huipils cérémoniels et le contact avec leurs tisseurs.
Elle commence sa carrière professionnelle en travaillant pour la Commission nationale pour le développement des peuples indigènes et pour la Compañía Nacional de Subsistencias Populares (CONASUPO - Compagnie nationale de subsistance populaire). Plus tard, de 1986 à 1988, elle est directrice de la Direction générale des cultures populaires. Au cours de la dernière année de son mandat, elle soutient la constitution d'associations sportives préhispaniques dans les États mexicains de Guerrero, Oaxaca, Michoacán et Sinaloa, qui, avec l'association du Distrito Federal, constituée quelques mois auparavant, représentent le minimum requis par la Confédération sportive mexicaine (CODEME) pour la constitution d'une fédération nationale, ce qui facilite la constitution de la Fédération mexicaine des jeux et sports autochtones et traditionnels,.
De 2005 à 2008, elle est directrice adjointe du secteur Programmes sociaux du Fonds national pour le développement de l'artisanat (FONART).

### Association mexicaine d'art et de culture populaire
Turok Wallace a l'occasion de développer une carrière d'enseignant mais préfère faire de l'« anthropologie pratique » pour aider les gens à subvenir à leurs besoins financiers en faisant ce qu'ils préfèrent. C'est pourquoi elle fonde l'organisation non gouvernementale Asociación Mexicana de Arte y Cultura Popular, A.C. (Association mexicaine d'art et de culture populaire - AMACUP), dont elle est également présidente et avec laquelle elle commence à rechercher la préservation des pratiques ancestrales de tissage et à promouvoir des projets de développement socio-économique durable,,.
Grâce à l'association, Turok Wallace ouvre des marchés internationaux pour les artisans mexicains locaux et obtient des prix et la reconnaissance de diverses organisations, ainsi que le soutien économique de diverses institutions américaines telles que la Fondation Ford.
Pour Turok Wallace, cependant, le meilleur résultat est d'aider les familles artisanales à réussir économiquement, ce qui évite à leurs membres masculins d'avoir à émigrer de leurs communautés. elle déclare : « Nous avons affecté la stabilité familiale en leur donnant un moyen de rester ensemble. Les hommes ne veulent pas émigrer ailleurs s'ils peuvent l'éviter. Ils sont très heureux de pouvoir rester dans leurs villages. ».

## Œuvres
Marta Turok écrit plusieurs livres et articles sur l'artisanat mexicain, notamment sur les textiles :
- (es) Martha Turok, Cómo acercarse a la artesanía, Mexico, Plaza y Janés S.A. de C.V et  Plaza y Valdés, 1988, 200 p. (ISBN 9789688561874, lire en ligne)
- (es) Marta Turok, El Caracol Púrpura: Una Tradición Milenaria en Oaxaca, Mexico, Secretaría de Educación Pública, Dirección General de Culturas Populares, Programa de Artesanías y Culturas Populares, 1988, 164 p. (ISBN 9789682918674)
- (es) Marta Turok et Paula Marie Juelle, Sapares, Artes de México y del mundo S.A, 2007, 80 p. (ISBN 978-9706833082)
- (es) Santiago Garfias Turok et Marta W. Turok, El Arte Popular de Hidalgo. Rituales, usos y creaciones, Pachuca, Hidalgo, Gobierno del Estado de Hidalgo/Consejo Estatal para la Cultura y las Artes de Hidalgo, 2011, 180 p. (ISBN 978-607-7878-23-0)
- (es) Marta Turok, Fiestas Mexicanas, Editorial Jilguero, 1992, 129 p. (ISBN 9789686520064)
- (es) Beatriz Braniff, Bill Gilbert, Jim Hills, Spencer H. MacCallum, Walter P. Parks et Marta Turok, Cerámica de Mata Ortiz, De Orellana, Margarita et  Ruy Sánchez, Alberto., 1er juin 1999, 92 p. (ISBN 978-9686533934)

## Vie privée
Turok Wallace est la fille de Mark Turok (décédé en 2002), chimiste de l'université Tufts, et Ella Sylvia Turok (décédée en 1997). Elle a un fils, Santiago, de son précédent mariage. Il a deux frères, un plus âgé, Kipi, et un plus jeune, Antonio, un photographe professionnel récompensé par différentes organisations, basé à Oaxaca, dans le sud du Mexique, qui est considéré comme le seul photographe à avoir enregistré l'entrée de l'Armée zapatiste de libération nationale dans la ville de San Cristóbal de las Casas en janvier 1994. 